# Congrés Internacional de Matemàtics de 1966
El Congrés Internacional de Matemàtics de 1966 va ser el quinzè Congrés Internacional de Matemàtics organitzat a Moscou, URSS, del 16 d'agost al 26 d'agost de 1966.
Al Congrés, es va establir que el nombre màxim de Medalla Fields era de 4 a cada Congrés. La decisió de celebrar el Congrés de 1966 a la Unió Soviètica va ser una prova definitiva de l'interès de la Unió Soviètica en els congressos internacionals. El congrés va ser organitzat per la Societat Matemàtica de Moscou. Més de 3.000 matemàtics van participar al Congrés, que va tenir lloc al Palau del Kremlin, a Moscou.
Aquest Congrés es va celebrar durant l'època de l'URSS, juntament amb la Psicologia, Microbiologia o el XXIII Congrés del Partit Comunista de la Unió Soviètica.

## Participació soviètica
Després de la Primera Guerra Mundial, la Unió Soviètica va enviar 27 participants al Congrés Internacional de Bolonya de 1928 i 10 al Congrés Internacional de Matemàtics de 1932. Cap al Congrés de 1936 a Oslo. Després de la Segona Guerra Mundial, tampoc no hi havia russos al Congrés de 1950 a Cambridge, Estats Units.
Després de la mort de Ióssif Stalin el 1953, la Unió Soviètica va enviar 5 matemàtics al Congrés de 1954 a Amsterdam. El 1957, la Unió Soviètica es va unir a la Unió Matemàtica Internacional i va continuar participant amb més regularitat, encara que sempre amb problemes de visat per als seus matemàtics.
Alexander Grothendieck va boicotejar el Congrés, celebrat a Moscou, per protestar contra les accions militars soviètiques que tenien lloc a Europa de l'Est. Léon Motchane, fundador i director de l'Institut des hautes études scientifiques, va assistir i va acceptar la medalla Fields de Grothendieck en nom seu.

## Assumpte de Smale
Stephen Smale, professor de la UC Berkeley School of Mathematics, va ser inclòs a la llista negra pels opositors a la guerra del Vietnam a la comunitat acadèmica. El 5 d'agost de 1966, el diari San Francisco Examiner va informar que Smale havia estat citat per comparèixer davant el Comitè d'Activitats Antiamericanes de la Cambra pel seu activisme contra la guerra.
L'article implicava que Smale, en lloc de presentar-se, havia fugit a Moscou. El director del Departament al qual pertanyia Smale, Leon Henkin, va comunicar als mitjans que Smale anava de camí a Moscou per assistir al Congrés Internacional de Matemàtics. Serge Lang, que aleshores visitava Berkeley, va declarar als mitjans que "el doctor Smale rebrà la medalla Fields, el màxim honor de les matemàtiques, comparable al Premi Nobel".
L'endemà, el The New York Times va anunciar el premi de Smale com el "premi més proper en matemàtiques al premi Nobel".